# Emil Schultheisz

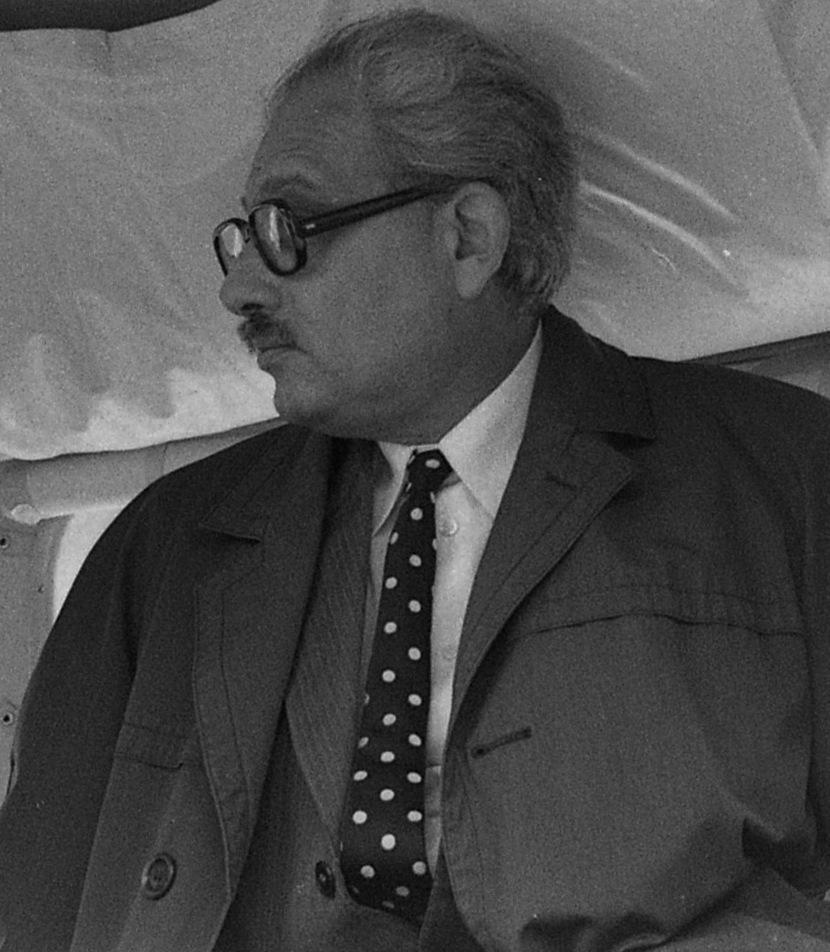
Emil Schultheisz (1982)

Emil Schultheisz (* 21. Juni 1923 in Budapest, Königreich Ungarn; † 12. Juni 2014 ebenda) war ein ungarischer Arzt, Hochschullehrer und Politiker der Ungarischen Sozialistischen Arbeiterpartei MSZMP (Magyar Szocialista Munkáspárt), der unter anderem zwischen 1974 und 1984 Gesundheitsminister war.

## Leben

### Medizinstudium und Arzt
Schultheisz, Sohn eines Offiziers, begann nach dem Besuch des Fasori Evangélikus Gimnázium sowie des Soproni Evangélikus Líceum 1941 ein Studium der Medizin an der Franz-Joseph-Universität Kolozsvár (Kolozsvári Magyar Királyi Ferenc József Tudományegyetem), wechselte 1942 zur István-Tisza-Universität Debrecen (Tisza István Tudományegyetem) und schloss das Studium schließlich 1949 an der Péter-Pázmány-Universität Budapest (Pázmány Péter Tudományegyetemen) mit einem medizinischen Diplom ab.
Nach Abschluss des Studiums begann Schultheisz seine berufliche Laufbahn 1949 als Assistenzarzt in einer Praxis in der Zsigmond Kunffy-Straße in Budapest und wechselte im Mai 1950 als Praktischer Arzt in eine Praxis in der Budapester Fehérvári-Straße, ehe er im Februar 1957 Arzt im András Cházár-Krankenhaus wurde. Bereits im Juni 1957 übernahm er eine Stelle als klinischer Assistenzprofessor in der Abteilung für Innere Medizin des Friedrich-von-Korányi-Krankenhauses.
Im Januar 1960 wechselte Schultheisz in das Zentrale Staatskrankenhaus als Leiter der Abteilung für Innere Medizin und wurde im Mai 1962 dort stellvertretender Ärztlicher Direktor sowie zusätzlich Leiter der Hauptabteilung für Medizin. Zuletzt übernahm er im Juli 1970 die Funktion als Ärztlicher Direktor des Zentralen Staatskrankenhauses. 1966 trat er als Mitglied der Ungarischen Sozialistischen Arbeiterpartei MSZMP (Magyar Szocialista Munkáspárt) bei.

### Gesundheitsminister und Hochschullehrer
Am 1. Juli 1972 wurde er zunächst Vize-Gesundheitsminister sowie am 15. August 1973 Erster Vize-Minister für Gesundheit sowie zugleich seit dem 1. November 1973 Staatssekretär im Gesundheitsministerium. Daneben war er bis 1974 auch Generaldirektor des Archivs und der Bibliothek des Semmelweis-Museum für Medizingeschichte.
Am 15. Februar 1974 wurde Schultheisz nach einer Umbildung der Regierung von Ministerpräsident Jenő Fock übernahm er am 15. Februar 1974 das Amt des Gesundheitsministers (Egészségügyi Miniszter) und bekleidete dieses mehr als zehn Jahre lang auch in der Regierung von Ministerpräsident György Lázár bis zu seiner Ablösung durch László Medve am 6. Dezember 1984.
Nach seinem Ausscheiden aus der Regierung übernahm Schultheiz 1984 eine Professur für Medizin an der Semmelweis-Universität (Semmelweis Orvostudományi Egyetem) und lehrte dort bis zu seiner Emeritierung 1993. Daneben engagierte er sich im Nationalen Kulturrat (Országos Közművelődési Tanács) und im National für Regionen und Umwelt (Országos Terület- és Környezetvédelmi Tanács).
Er veröffentlichte insbesondere nach seiner Emeritierung zahlreiche Fachbücher zur Medizin und Medizingeschichte. Für seine langjährigen Verdienste wurde ihm 2003 das Verdienstkreuz des Ungarischen Verdienstorden sowie der Ladislaus Batthyány-Strattmann-Preis verliehen. Ferner erhielt er den Königlichen Seraphinenorden von Schweden. Die Universität Leipzig verlieh ihm 1985 die Ehrendoktorwürde.

## Veröffentlichungen
- Fejezetek az orosz-magyar orvosi kapcsolatok múltjából (1960)
- Orvostörténelem. Egyetemi jegyzet (1992)
- Traditio renovata. Tanulmányok a középkor és a reneszánsz orvostudományáról (1997)
- Az orvoslás kultúrtörténetéből. Budapest/Piliscsaba 1997.
- Az európai orvosi oktatás történetéből. Stúdiumok a középkorban és aq koraújkorban. (Budapest/Piliscsaba 2003, 2010)
- A nagyszombati egyetem orvostanárai (2004)
- Orvosképzés a nagyszombati egyetemen (2005)
- Fejezetek az orvosi művelődés történetéből. Budapest/Piliscsaba 2006.
- Leibniz és a medicina (2013)

in deutscher Sprache
- Kunst und Heilkunst. Medizinhistorische Fragmente. Budapest/Piliscsaba 2007, ISBN 978-963-9276-65-9.